# Kozliwszczyna
Kozliwszczyna (ukr. Козлівщина) – wieś na Ukrainie, w obwodzie połtawskim, w rejonie połtawskim, w hromadzie Wełyka Rubliwka. W 2001 liczyła 518 mieszkańców.